# Mohamed Almusibli

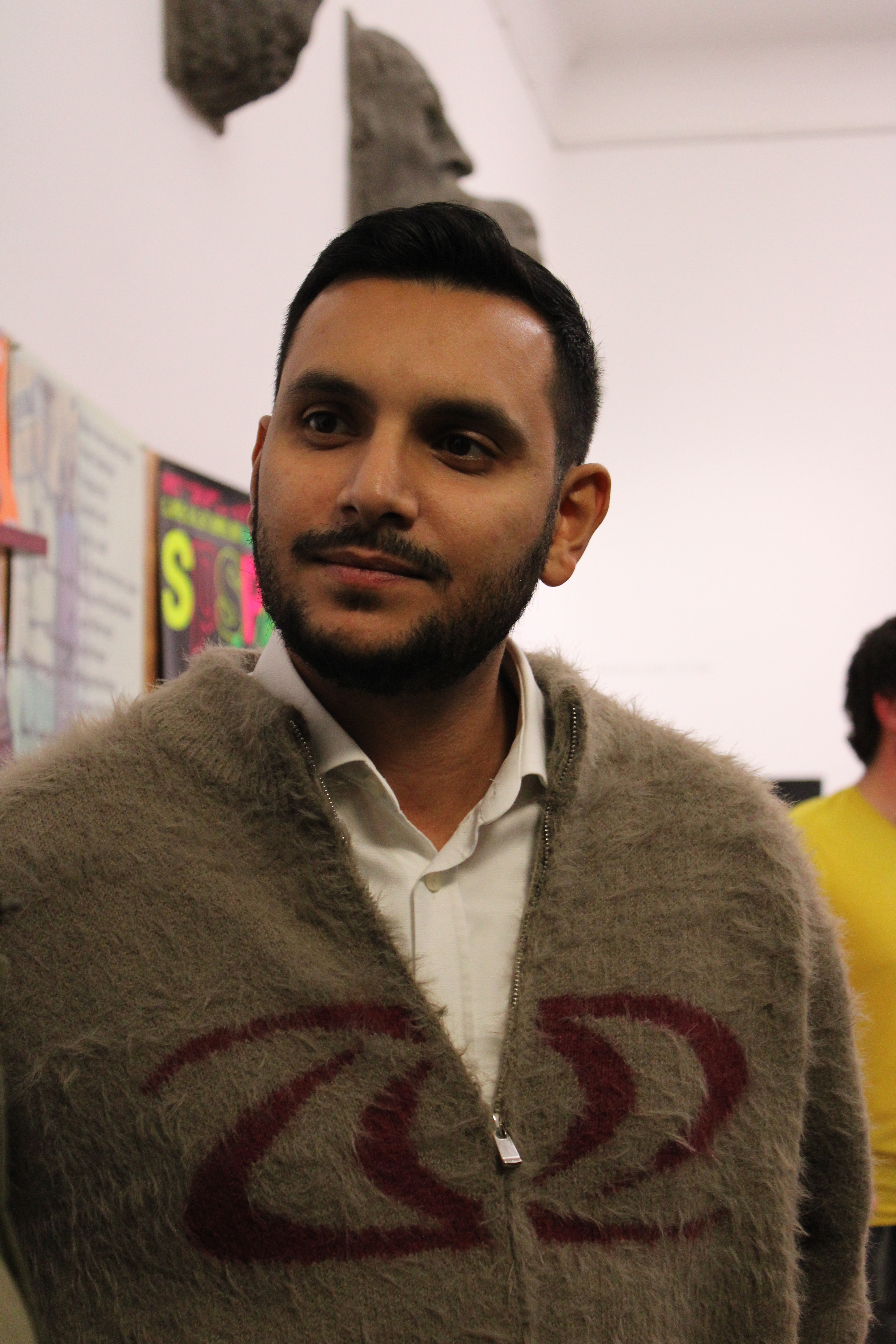
Mohamed Almusibli in der Kunsthalle Basel (2024)

Mohamed Almusibli (* 1990 in Genf, Schweiz) ist ein Schweizer Kurator, der in Basel lebt. Seit 2024 ist er Direktor der Kunsthalle Basel.

## Leben
Almusibli erwarb einen Master of Fine Arts an der Haute École d’Arts et Design in Genf, einen Bachelor of Arts in Kunst und Medien an der Zürcher Hochschule der Künste sowie einen Bachelor in Kunstgeschichte und Arabischer Sprache an der Université de Genève.
Im Jahr 2019 gründete er gemeinsam mit James Bantone, Thomas Liu Le Lann und Ser Serpas den nichtkommerziellen Kunstraum «Cherish» in einem Art-déco-Haus. Der Raum, der über 20 Ausstellungen organisierte, bot aufstrebenden lokalen Künstlern eine Plattform und ermöglichte internationalen Künstlern ihre erste Präsentation in der Schweiz. Der Kunstraum wurde 2023 geschlossen.
Im Jahr 2021 initiierte er das Almusibli Panorama, ein einjähriges Online-Videoprogramm für das Centre d’Art Contemporain in Genf. Das Programm fand seinen Abschluss mit der ersten Ausgabe des Swiss Moving Image Award. Almusibli war Berater der Hartwig Art Foundation in Amsterdam. Seit 2021 unterrichtet er im MFA-Programm an der ECAL – École Cantonale d’Art de Lausanne.
Von 2022 bis 2024 kuratierte er für die Online-Plattform der Liste Art Fair Basel Soundarbeiten in Zusammenarbeit mit den Künstlern Hannah Weinberger und Tobias Koch.

## Auszeichnungen
- 2019 Kiefer Hablitzel Göhner Kunstpreis